# Laura De Marchi
Laura De Marchi, född 25 juli 1936 i Savona, Ligurien, är en italiensk skådespelare.

## Roller i urval
- 1967 – Kina är nära
- 1974 – Flavia och den blodiga hämnden
- 1975 – Quanto è bello lu murire acciso
- 1975 – Peccati in famiglia
- 1978 – Helgonet återvänder (TV-serie)
- 1980 – O Megalexandros
- 1981 – E tu vivrai nel terrore - L'aldilà
- 1983 – Nostalghia
- 1984 – Kaos
- 2015 – Youth